# Irish Eyes Are Smiling
Irish Eyes Are Smiling (bra Olhos Travessos) é um filme estadunidense de 1944, do gênero comédia biográfico-musical, dirigido por Gregory Ratoff, com roteiro de Earl Baldwin e John Tucker Battle.
Estrelado por Monty Woolley e June Haver, o filme foi indicado ao Oscar de melhor banda sonora.

## Produção
De acordo com The Hollywood Reporter, a atriz Vivian Blaine foi originalmente escalada para estrelar o filme. O diretor Gregory Ratoff foi escolhido para dirigir o filme, segundo um comunicado da 20th Century Fox, "por causa de seu conhecimento do folclore irlandês". O filme marcada a estréia no cinema dos cantores de ópera Blanche Thebom e Leonard Warren.
Alfred Newman recebeu uma indicação ao Oscar de Melhor Trilha Sonora Original.

## Elenco
- Monty Woolley ...  Edgar Brawley
- June Haver ...  Mary 'Irish' O'Neill
- Dick Haymes ...  Ernest R. Ball
- Anthony Quinn ...  Al Jackson
- Beverly Whitney ...  Lucille Lacey
- Maxie Rosenbloom ...  Stanley Ketchel
- Veda Ann Borg ... Belle La Tour
- Clarence Kolb ... Leo Betz